# Cent Mille Dollars pour Ringo
Pour plus de détails, voir Fiche technique et Distribution.
Cent Mille Dollars pour Ringo (Centomila dollari per Ringo) est un western spaghetti hispano-italien réalisé par Alberto De Martino et sorti en 1965.

## Synopsis
Lee Barton, alias Ringo, arrive par hasard dans un village de la frontière américano-mexicaine où il est pris pour M. Cluster, un homme de la région disparu pendant la guerre de Sécession. Il profite d'abord du malentendu en se prêtant au jeu, mais se retrouve bientôt confronté à Tom Sherry, un magnat local qui se sert des Indiens pour faire fuir les nouveaux résidents potentiels.

## Fiche technique
- Titre français : Cent Mille Dollars pour Ringo ou 100.000 Dollars pour Ringo[1]
- Titre original italien : Centomila dollari per Ringo ou 100.000 dollari per Ringo[2]
- Titre espagnol : Sangue sobre Texas[2]
- Réalisateur : Alberto De Martino
- Scénario : Alfonso Balcázar, Alberto De Martino, Vincenzo Mannino (it) (sous le nom de « Vincenzo Flamini »), Giovanni Simonelli (it)
- Photographie : Federico G. Larraya
- Montage : Teresa Alcocer
- Musique : Bruno Nicolai
- Décors : Juan Alberto Soler
- Costumes : Rafael Borque
- Maquillage : Romolo De Martino
- Production : Edmondo Amati, Maurizio Amati, Alfonso Balcazar
- Sociétés de production : Balcázar Producciones Cinematográficas, Fida Cinematografica
- Pays de production :  Italie -  Espagne
- Langue originale : italien
- Format : Couleur - 2,35:1 - Son mono - 35 mm
- Durée : 110 minutes
- Genre : Western spaghetti
- Dates de sortie :
  - Italie : 18 novembre 1965
  - France : 14 septembre 1966 (Paris)[1]

## Distribution
- Richard Harrison : Lee Barton, dit « Ringo »
- Fernando Sancho : Chuck
- Massimo Serato (sous le nom de « John Barracuda ») :
- Gérard Tichy : Tom Sherry
- Eleonora Bianchi :
- Loris Loddi : Sean
- Guido Lollobrigida (sous le nom de « Lee Burton ») :
- Mónica Randall :
- Michael Monfort :
- Francisco Sanz (sous le nom de « Paco Sanz ») : père de Clouster
- Luis Induni : Shérif
- Tomás Torres :
- Rafael Albaicín :
- Francisco Oliveras :

## Accueil
Le film est selon Thomas Weisser le plus grand succès international d'un film avec Richard Harrison. En Italie, le film réunit 5,1 millions de spectateurs au box-office Italie 1965-1966.